# Штелценберг
Штелценберг (њем. Stelzenberg) општина је у њемачкој савезној држави Рајна-Палатинат. Једно је од 50 општинских средишта округа Кајзерслаутерн. Према процјени из 2010. у општини је живјело 1.217 становника. Посједује регионалну шифру (AGS) 7335045.

## Географски и демографски подаци
Штелценберг се налази у савезној држави Рајна-Палатинат у округу Кајзерслаутерн. Општина се налази на надморској висини од 375 метара. Површина општине износи 9,2 km². У самом мјесту је, према процјени из 2010. године, живјело 1.217 становника. Просјечна густина становништва износи 132 становника/km².

## Међународна сарадња
| Мјесто    | Држава    | Врста сарадње | Од    |
| --------- | --------- | ------------- | ----- |
| Брајтенау | Француска | партнерство   | 1988. |
| Извор     |           |               |       |